# 抗日戦争第5戦区
抗日戦争第5戦区は、1937年盧溝橋事件の勃発後、中華民国国民政府が中国国内を対日本軍作戦の戦争状況により分画した抗日戦争戦区の一つ。第5戦区の所轄範囲は最初は山東省南部及び江蘇省北部で、惨烈な第2次上海事変も勃発していた。第5戦区は後に戦争の実際の状況により、1938年、1939年及び1944年の数度に及び大規模な変更が行われた。

## 1937年
中国戦区の最初の分画は、北平及び天津が日本軍に迅速に占領され、日本との和平が達成できないことが確定した後の1937年8月に行われた。同年の第5戦区の区域は山東省南部と江蘇省の一部とされた。この戦区の司令長官は蔣介石が兼任し、第3集団軍（韓復榘）及び第5集団軍（顧祝同）を管轄した。

## 1938年
- 司令長官　李宗仁
- 作戦地区　天津から南京浦口の華東一帯（津浦線天津-浦口区間沿線）
  - 第3集団軍　于学忠
  - 第11集団軍　李品仙
  - 第21集団軍　廖磊
  - 第22集団軍　鄧錫侯
  - 第24集団軍　顧祝同（兼任）
  - 第3軍団　龐炳勲
  - 第27集団軍　楊森
- 合計　27個歩兵師団、3個歩兵旅団　　特種部隊を含まず。

## 1939年
- 司令長官　李宗仁
- 作戦地区　安徽省西部、湖北省北部及び河南省
  - 豫鄂皖辺区遊撃総司令　廖磊
  - 第33集団軍　張自忠
  - 第11集団軍　李品仙
  - 第22集団軍　孫震
  - 第29集団軍　王纉緒
- 合計　26個歩兵師団、各1個騎兵師団　　特種部隊を含まず。

## 1944年
- 司令長官　李宗仁
  - 第2集団軍　劉汝明
  - 第22集団軍　孫震
- 直属及び特種部隊

## 1945年（受降区）
第5戦区　安徽省西部、湖北省北部及び河南省南部　　日本軍捕虜集結地　河南省漯河市郾城区